# 322省道 (上海市)
上海省道322，即宝安线，是上海市的一条省道。该路由宝杨路、宝安公路两段道路构成，东起宝山区同济路口，西止嘉定区安亭镇外青松公路口，全长约34.270千米。